# Андрєєв Сергій Васильович
Сергій Васильович Андрєєв (нар. 16 травня 1956, Ворошиловград, Українська РСР) — український та російський радянський футболіст. Колишній нападник луганської «Зорі», ростовських СКА, «Ростсільмаша» та збірної СРСР. Учасник Чемпіонату світу з футболу 1982 та олімпійських ігор 1980. Майстер спорту СРСР — з 1974 року. Майстер спорту СРСР міжнародного класу — отримав звання у 1980 році. На Олімпіаді 1980 став найкращим бомбардиром турніру забивши 5 м'ячів.

## Спортивна біографія
Народився 16 травня 1956 року у Ворошиловграді. Вихованець ворошиловградської дитячо-юнацької школи олімпійського резерву «Зоря». Тренери — Ращупкін та Фисенко.
З 16 років розпочав свої виступи в основному складі луганської «Зорі». В її складі двічі спромігся дійти до фіналів Кубка СРСР. Його талант бомбардира виточував легендарний тренер луганчан, Герман Зонін, який щодня примушував гравця відточувати свою майстерність після занять з основною групою гравців. Завдяки Зоніну Андреєв розвинув потужні удари по воротах з різних відстаней та обох ніг.
Згодом його запросили в ростовський СКА, де талант Андрєєва розкрився на повну силу. У сезоні 1980 року він став найкращим бомбардиром Олімпійських ігор у Москві та в чемпіонаті СРСР, володарем бронзових нагород Олімпіади-1980. Згодом, тобто у 1981 році, став володарем Кубка СРСР. СКА грав проти московського «Спартака» і за кілька хвилин до закінчення основного часу рахунок не було відкрито. На 84 хв. Олександр Заваров дав пас Сергію Андрєєву і найкращий бомбардир ростовців забив вирішальний гол у фіналі Кубка СРСР. У 1984 році Сергій Андрєєв ще раз став найкращим бомбардиром вищої ліги, але ростовський СКА постійно мігрував між лігами, тобто про стабільну гру клубу футболісти тільки мріяли, не більше. У листопаді 1984 року він забив свій сотий гол в елітних турнірах та ввійшов до символічного клубу бомбардирів радянського часу імені Григорія Федотова.
З 1986 по 1989 рік, він грав у іншій ростовській команді «Ростсільмаш».

### Швеція (1989—1993)
У лютому 1989 року Андрєєв переїхав до Швеції, де виступав у першому та вищому дивізіоні тамтешнього чемпіонату, в командах «Естерш» та «М'єльбю». За підсумками чемпіонату 1989 року став найкращим бомбардиром першого дивізіону Швеції.

## Титули та досягнення
- Бронзовий олімпійський призер: 1980
- Володар Кубка СРСР: 1981
- Найкращий бомбардир олімпійських ігор: 1980 (5 м'ячів)
- Найкращий бомбардир чемпіонату СРСР (2): 1980 (20 м'ячів), 1984 (19 м'ячів)
- Учасник Учасник Чемпіонату світу з футболу: 1982 року
- У списку «33 найкращих»  футболістів СРСР (3)— № 1 — 1980; № 2 — 1979; № 3 — 1981 років
- Член Клубу бомбардирів Олега Блохіна — 130 голів